# 日本酱油 (朝鲜)

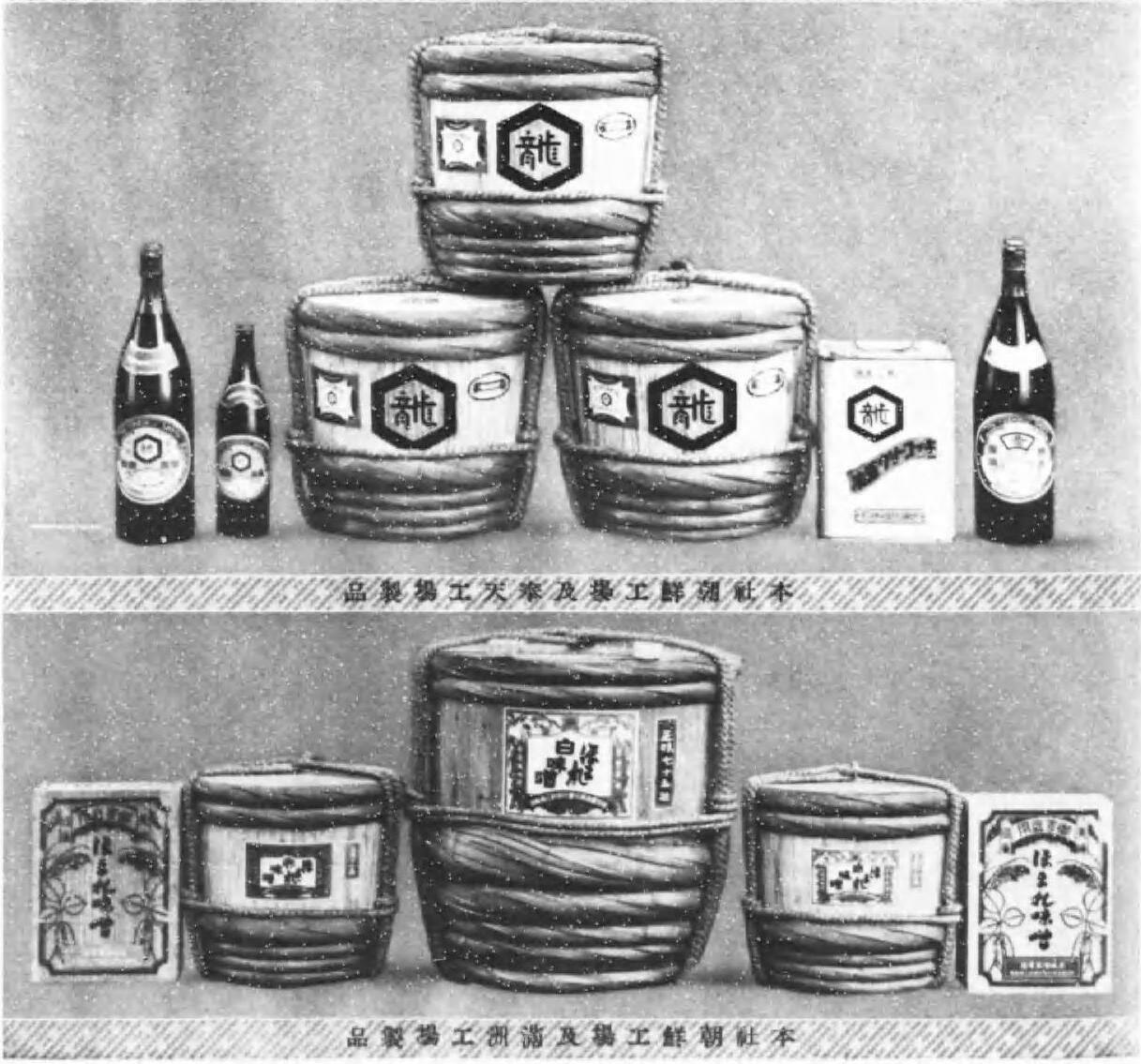
日本野田酱油朝鲜工厂（原日本酱油的工厂）和满洲野田酱油生产龟甲龙品牌酱油和“ほまれ味噌”

日本酱油株式会社是1905年（明治38年）设立于朝鲜仁川的酱油、味噌酿造公司。
该公司设立于1905年，次年在仁川设立工厂，1907年开始生产龟甲龙（日语：キッコーリュウ）品牌的酱油。:78